# Howling (宇都宮隆の曲)
「Howling」（ハウリング）は、宇都宮隆が1998年4月1日にリリースした8枚目のシングル。

## 解説
4枚目のアルバム『fragile』からの先行シングル第2作。EPIC・ソニーレコードからのシングルおよび8cmシングルとしてはこれが最終作となった。

## 収録曲
| 全作詞: 牧穂エミ。 |                             |           |           |                      |      |
| #                  | タイトル                    | 作詞      | 作曲      | 編曲                 | 時間 |
| 1.                 | 「Howling」                 | 牧穂エミ  | NOBODY    | NOBODY               | 3:55 |
| 2.                 | 「Changing the times」      | 牧穂エミ  | GARDEN    | GARDEN、ホッピー神山 | 3:58 |
| 3.                 | 「Howling (Backing Track)」 | 牧穂エミ  | NOBODY    | NOBODY               | 3:53 |
| 合計時間:          | 合計時間:                   | 合計時間: | 合計時間: | 11:46                |      |

## 収録アルバム
- fragile (#1)
- TAKASHI UTSUNOMIYA THE BEST FILES (#1)
- TAKASHI UTSUNOMIYA ORIGINAL SINGLES 1992-2003 (#1,#2)